# Калюсик (річка)
Калюсик — річка в Україні, у межах Віньковецькій селищної громади Хмельницького району Хмельницької області. Права притока Калюсу (басейн Дністра).

## Опис
Довжина річки 12 км, похил річки — 5,2 м/км. Площа басейну 53,2 км².

## Розташування
Бере початок на південному заході від Нетечинців. Тече переважно на південний захід через село Калюсик і впадає у річку Калюс, ліву притоку Дністра. 
Річку перетинає автошлях Т 2305.